# Goldenes Dosenschloss von Petershagen
Das goldene Dosenschloss von Petershagen ist ein im Jahre 2023 in der ostwestfälischen Stadt Petershagen im Ortsteil Frille im Kreis Minden-Lübbecke gefundenes römisches Schmuckstück, das aus dem 3. oder 4. Jahrhundert nach Christus stammen soll. Es handelt sich um die nur 11 × 12 mm (l x ø) große, in Gold ausgeführte Miniaturausgabe eines römischen Dosenschlosses. Das Fundstück ist in Europa ein archäologisches und kunstgeschichtliches Unikat.

## Auffindung und Interpretation
Gefunden wurde das Schloss von dem bei der westfälischen Landesarchäologie lizenzierten privaten Sondengänger Constantin Fried auf einem Feld bei Petershagen-Frille. Fried erkannte den einzigartigen Fund anhand seiner charakteristischen runden Form als sogenanntes Dosenschloss, obwohl solche römischen Schlösser normalerweise viel größer sind und aus Eisen mit zum Teil bronzenen Komponenten bestehen. Anhand solcher Ausführungen gehen die Archäologen vom Landschaftsverband Westfalen-Lippe (LWL) von der Herstellung dieses Miniaturschlosses bereits vor etwa 1600 Jahren aus. Die bisher gefundenen, regulär zwischen ca. 3,5 und 7 cm großen Dosenschlösser dienten dazu, beispielsweise Truhen oder Schatullen zu verschließen, und sind selbst in ihrer üblichen Ausführung aus Eisen und Bronze eine Rarität.

## Beschreibung
Für das Gehäuse des Schlosses wurden zwei zylinderförmige Bleche oben und unten mit Deckeln verschlossen und mit drei Nieten fixiert. Das äußere Blech ist mit zwei umlaufenden Reihen gegenübergestellter Durchbrüche verziert, der Schlüssel und Kette des Schlosses fehlen jedoch, letztere bis auf ein erhaltenes Endglied, was die Rekonstruktion des Aussehens der Kette ermöglicht hat.

## Erforschung und Veröffentlichung
Der in Europa einzigartige Fund wird intensiv erforscht, unter anderem mit dem in der Archäologie nur selten angewendeten Verfahren der „3D-Neutronen-Computertomografie“. Dabei stellte sich heraus, dass das Miniaturschloss einst einen funktionierenden Schließmechanismus hatte. Die mit dem NCT gewonnenen Schnittbilder lassen eine Grundplatte, einen Rahmen mit einem Federblech, den Riegel, die Riegelführung und den Schlüsseldorn erkennen. Da die Mechanik zwar weitgehend vollständig, aber antik beschädigt ist, wird angenommen, dass damals in dem Schloss unfachmännisch herumgestochert wurde um es aufzubrechen oder zu entsperren. Anhand der gewonnenen Bilder konnte auch die Form des Schlüsselbartes rekonstruiert werden.
Nach Westfalen gelangte das Miniaturschloss nach Einschätzung von Experten vermutlich als Handelsware oder Raubgut. Es gilt als Beleg der hohen Kunstfertigkeit des provinzialrömischen Kunstschmiede- und Schlosserhandwerks. Außerdem gibt das Objekt neue Hinweise auf die Beziehungen zwischen den einheimisch-germanischen Eliten im heutigen Westfalen und dem Römischen Reich sowie auf die mögliche Bedeutung seines Fundplatzes.
Nach den Erstauswertungen des Fundstücks wurde es zunächst in einem nicht öffentlichen Vortrag auf der Jahrestagung der LWL-Archäologie am 29. April 2024 vorgestellt. Veröffentlicht wurde der Fund erst im Januar 2025, da seine Erforschung noch nicht abgeschlossen war.